# Damsa Çayı
La rivière de Damsa (Damsa Çayı) est une rivière de la province de Nevşehir en Turquie coupée par le barrage de Damsa et un affluent du Kızılırmak. 

## Géographie
Elle arrose la ville d'Ürgüp, puis se jette dans le fleuve Kızılırmak.